# GM大宇・ベリタス
ベリタス (VERITAS)は、GMが製造、GM大宇ブランドで販売していた自動車である。

## 概要
2008年9月4日、それまで発売していたGM大宇・ステーツマン（WL型）の後継車種として登場。ベリタスもステーツマン同様に、ホールデン・ステーツマン (ホールデン・カプリス)のOEM版となる。グレードは"DELUXE"、"PREMIUM"、"LAXURY"の3種。
コモドアのFR·ゼータプラットフォームをベースとしたシャーシに、252PSを発生するホールデン製のV型6気筒3.6Lエンジンを搭載。マニュアルモードつきの5速ATと組み合わせることで、スムースかつジェントルな走りを実現している。
2009年にはエンジンがV型6気筒3.6Lのまま277PSのDOHCの直噴ユニットに差し替えられ、トランスミッションも6速ATに変更された。なおこれらはキャデラック・CTSと同一のユニットである。
装備にヒーター付きの本皮革シートをはじめとして、LEDを採用したサイドターンランプやテールランプ、ディスチャージヘッドランプ,米国·BOSEと共同開発したエンターテイメントオーディオシステム、クルーズコントロール、後席からもコントロール可能なフルオートエアコン、18インチアルミホイール（デラックスは17インチ）などを採用している。
また安全装備に関してもEBD付きABSをはじめとして、両席エアバッグ +サイドエアバッグ+カーテンシールドエアバッグ、TCS、EBA、クリアランスソナーを採用している。
2010年8月、アルフェオンの登場と入れ替わりに販売終了。

## 車名
「VERITAS (ベリタス)」は、ラテン語で「真実」を意味する。英語だと「TRUTH」であり、それを強調するためカタログ等で「POWER OF TRUTH」というフレーズを用いている。